# Indotriplophysa
Genre
Indotriplophysa est un genre de poissons d'eau douce téléostéens de la famille des Nemacheilidae (ordre des Cypriniformes).

## Liste des espèces
Selon Maurice Kottelat, en 2012 :
- Indotriplophysa choprai (Hora, 1934)
- Indotriplophysa crassicauda (Herzenstein, 1888)
- Indotriplophysa eugeniae (Prokofiev, 2002)
- Indotriplophysa leptosoma (Herzenstein, 1888)
- Indotriplophysa tenuicauda (Steindachner, 1866)
- Indotriplophysa tenuis (F. Day, 1877)
- Indotriplophysa yasinensis (Alcock, 1898)

## Classification
Le nom valide complet (avec auteur) de ce taxon est Indotriplophysa Prokofiev (d), 2010.
Selon World Register of Marine Species (17 novembre 2023), ce genre, bien que valide, ne comporte aucune espèce, puisque la seule mentionnée (Indotriplophysa ladacensis (Günther, 1868)) est acceptée sous le taxon Triplophysa ladacensis (Günther, 1868).

## Étymologie
Le nom générique, Indotriplophysa, qu’EtyFish considère comme un sous-genre du genre Triplophysa, fait référence au bassin de l'Indus

## Publication originale
- (en) A.M. Prokofiev, « Morphological classification of loaches (Nemacheilinae) », Journal of Ichthyology, Russie, vol. 50, no 10,‎ 2010, p. 827-913 (ISSN 0032-9452).